# Понтенуре
Понтену̀ре (на италиански: Pontenure, на местен диалект Pontnür, Понтънюр) е градче и община в северна Италия, провинция Пиаченца, регион Емилия-Романя. Разположено е на 65 m надморска височина. Населението на общината е 6395 души (към 2010 г.).